# Kenneth Baker (baron Baker de Dorking)
Pour les articles homonymes, voir Kenneth Baker et Baker.
Kenneth Wilfred Baker, baron Baker de Dorking (né le 3 novembre 1934) est un homme politique britannique.

## Biographie

### Jeunesse
Fils d'un fonctionnaire, Baker est né à Newport, dans le Monmouthshire. Il fait ses études à la Hampton Grammar School entre 1946 et 1948, une école bénévole pour garçons dans l'ouest de Londres (aujourd'hui Hampton School, une école indépendante). Il étudie ensuite à la St Paul's School, une école indépendante pour garçons à Barnes, Londres et au Magdalen College, Oxford, où il obtient en 1958 un BA en histoire, et quatre ans plus tard une maîtrise en droit international. Il effectue un service national dans l'artillerie royale, atteignant le grade de lieutenant, et travaille pour Shell avant d'être élu député lors d'une élection partielle en mars 1968.

## Vie publique

### Député
Après s'être présenté en vain à Poplar en 1964 et Acton en 1966, Baker est élu pour la première fois au Parlement à Acton lors d'une élection partielle de mars 1968, l'emportant sur le candidat travailliste après le suicide de Bernard Floud. Cependant, aux élections générales de 1970, il est battu par Nigel Spearing du Labour. Lors d'une élection partielle qui a suivi, tenue le 22 octobre 1970 - causée par l'élévation chez les Lords (en tant que pair à vie) de Quintin Hogg, afin qu'il puisse devenir Lord grand chancelier après la victoire surprise des conservateurs aux élections de 1970 - Baker est élu pour le siège conservateur sûr de St Marylebone dans le centre de Londres. Lors de la redistribution des sièges parlementaires du début des années 1980, St Marylebone est supprimé et Baker est battu par Peter Brooke pour la nomination conservatrice au nouveau siège sûr à proximité des villes de Londres et Westminster. Cependant, il obtient une investiture à Mole Valley, un siège rural conservateur dans le Surrey, qu'il occupe jusqu'à sa retraite en 1997.

### Début de carrière ministérielle
Il est nommé au ministère de la Santé et en 1972, il est sous-secrétaire d'État parlementaire au ministère de la fonction publique et, en 1974 secrétaire parlementaire privé d'Edward Heath. Devenu étroitement associé à Heath, il est ignoré lorsque Margaret Thatcher est devenue Premier ministre en 1979, mais en 1981, il est nommé ministre des technologies de l'information, au ministère du Commerce et de l'Industrie. Après avoir admis au Conseil privé lors des honneurs du Nouvel An de 1984, il est entré au Cabinet comme secrétaire d'État à l'Environnement en 1985.

### Secrétaire à l'éducation
Baker est secrétaire d'État à l'Éducation de 1986 à 1989. Son action la plus notoire à l'époque où il est l'introduction du controversé " National Curriculum " par le biais de la loi de 1988 sur l'éducation. Il met également en place des journées de formation continue pour les enseignants, connues sous le nom de « journées Baker ». À cette époque, Baker est souvent présenté comme un futur chef conservateur, notamment dans l'édition de 1987 de la biographie de Julian Critchley sur Michael Heseltine. Critchley cite la plaisanterie d'un journaliste "J'ai vu le futur et ça ricane" (une référence à la célèbre phrase "J'ai vu le futur et ça marche" écrite par Lincoln Steffens, un visiteur américain en URSS de Lénine en 1921). Les manières de Baker sont impopulaires auprès de certaines personnes: il s'habillait avec du Brylcreem et, à la fin des années 1980, il en était venu à être dépeint par le programme satirique Spitting Image comme une limace visqueuse.

### Président du parti
Lors du remaniement de juillet 1989, Baker est nommé président du Parti conservateur, avec l'intention d'organiser une quatrième victoire consécutive aux élections générales pour Margaret Thatcher. Lors des élections locales autrement désastreuses de mai 1990, il souligne les bons résultats des conseils « phares » conservateurs à Westminster et Wandsworth, en démontrant que la Poll tax - une source de grande impopularité pour le gouvernement - pourrait être un argument électoral pour les conseils conservateurs qui l'ont maintenu bas. Il est toujours président du parti au moment où Margaret Thatcher démissionne en novembre 1990.

### Secrétaire à l'Intérieur
Après le changement de gouvernement, Baker est promu ministre de l'Intérieur, s'occupant des émeutes dans les prisons et introduisant le Dangerous Dogs Act.

### Après 1992
Après les élections générales de 1992, Baker quitte le gouvernement plutôt que d'accepter sa rétrogradation au poste de secrétaire d'État pour le Pays de Galles. Il est nommé membre de l'Ordre des compagnons d'honneur (CH) le 13 avril 1992. Il prononce le discours loyal dans le débat sur le discours de la reine le 6 mai 1992, à l'issue des élections générales. Il choisit de ne pas se représenter à la Chambre des communes en 1997, et le 16 juin est créé pair à vie en tant que baron Baker de Dorking, d'Iford dans le comté d'East Sussex.
Il est interviewé en 2012 dans le cadre du projet d'histoire orale de The History of Parliament,.
Dans les années 2000, Baker est décrit comme l'un des membres d'un "club" non officiel de hauts conservateurs dont la tâche est de divertir et de s'occuper de la baronne Thatcher pendant ses années de déclin.
En septembre 2019, Baker critique les tentatives du Premier ministre conservateur Boris Johnson de désélectionner des députés rebelles conservateurs pour les élections générales.

## Vie privée
Jusqu'en 1995, Baker vivait à Station Road dans le village de Betchworth, près de Dorking. Il vit maintenant dans le hameau d'Iford près de Lewes, dans le Sussex de l'Est.
En 2005, il publie un livre sur le roi George IV, George IV: A Life in Caricature, suivi de King George III : A Life in Caricature en 2007 (Thames & Hudson). Il publie aussi plusieurs compilations de poésie,,,, une histoire de caricatures politiques et son autobiographie.
En 2006, Lord Baker il présente une Proposition de loi à la Chambre des lords pour répondre à la question de West Lothian. Cela empêcherait les députés écossais et gallois de voter sur une législation qui n'affecte que l'Angleterre en raison du transfert au Parlement écossais ou à l'Assemblée galloise.
Le fils de Baker, Oswin, est un membre éminent du Parti travailliste de Greenwich et Woolwich.

## Distinctions

### Décorations
- membre de l'Ordre des compagnons d'honneur (13 avril 1992)

## Baker Dearing Educational Trust
Baker est cofondateur avec Ronald Dearing du Baker Dearing Trust, une fondation éducative créée pour promouvoir la création de collèges techniques universitaires en Angleterre dans le cadre du programme d'école gratuite. Il est également président de la fondation caritative pour l'éducation indépendante Edge, qui milite pour une éducation cohérente, unifiée et holistique pour tous les jeunes.
En 1994, Baker reçoit un doctorat honorifique de Richmond, l'American International University de Londres. En 2013, il reçoit un doctorat honorifique en éducation de l'Université de Plymouth et un doctorat honorifique en éducation de l'Université Brunel en 2016.